# WD 2359-434
WD 2359-434, она же Глизе 915, LHS 1005 — звезда в южном созвездии Феникса и это ближайшая к Солнцу звезда в этом созвездии. Звезда имеет видимую звёздную величину +12.76m, также имеет собственное движение 0,915 mas/год по направлению 137.7° с севера на юг.

## Расстояние
WD 2359-434, вероятно, является 11-м ближайшим белым карликом, или, возможно, 9-м, 10-м или 12-м (см. Глизе 293, GJ 1087 и Глизе 518). В настоящее время наиболее точной оценкой расстояния WD 2359-434 является тригонометрический параллакс полученный на 0,9-метровой телескопе в обсерватории CTIOPI, опубликованной в 2009 году: 122,27 ± 1,13 мс, что соответствует расстоянию 26,68 ± 0,25 св. лет или (8,18 ± 0,08 пк). Ниже в таблице, показано, как менялась оценка параллакса с 1970 по 2009 годы.
| Источник         | Год  | Параллакс, mas | Расстояние, пк | Расстояние, св.г. | Прим.         |
| ---------------- | ---- | -------------- | -------------- | ----------------- | ------------- |
| Woolley          | 1970 | 122 ± 8        | 8,2 ± 0,6      | 26,7 ± 1,9        | [ 9 ]         |
| GJ, 3-я версия   | 1991 | 128,2 ± 6,4    | 7,80 ± 0,41    | 25,44 ± 1,37      | [ 10 ] [ 10 ] |
| YPC, 4-е издание | 1995 | 127,4 ± 6,8    | 7,85 ± 0,44    | 25,60 ± 1,44      | [ 11 ]        |
| CTIOPI 0.9 м     | 2009 | 122,27 ± 1,13  | 8,18 ± 0,08    | 26,68 ± 0,25      | [ 4 ]         |

 Наиболее точная оценка выделена жирным шрифтом

## Свойства звезды

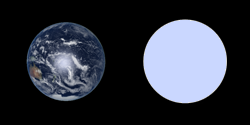
Размер WD 2359-434 по сравнению с Землей

WD 2359-434 — типичный белый карлик: его масса равна 0,85 {\displaystyle M_{\bigodot }} 
и его радиус равен 6 780 км или 1,06 R⊕ или 0,0097 {\displaystyle R_{\bigodot }}). Звезда имеет поверхностную гравитацию 8,39 СГС или 2 454 709 м/с2, т.е. в 8 959 раз больше солнечной (274,0 м/с2) или в 250 481 раз больше земной (9,8 м/с2).
WD 2359-434 — относительно горячий и молодой белый карлик, его эффективная температура — 8 570 К, также это указывает на то, что его возраст охлаждения, т.е. е. возраст существования вырожденной звезды (не считая времени жизни звезды на главной последовательности и гигантской звезды) составляет 1,82 млрд. лет. WD 2359-434 должен казаться голубовато-белым из-за температуры, сравнимой с температурой звёзд главной последовательности A-типа.
Как и все белые карлики, WD 2359-434 состоит из очень плотного вырожденного вещества, его средняя плотность составляет 1 300 000 г/см3, т.е. масса одного кубического миллиметра вещества WD 2359-434 составляет 1,3 кг.

## Предварительная эволюция и основные свойства предшественника
Как и все вырожденные звезды, WD 2359-434 ранее существовал как звезда главной последовательности, а затем как звезда-гигант, пока всё термоядерное топливо не было исчерпано, после чего WD 2359-434 потерял большую часть своей массы. В соответствии с диссертацией 2010 года с использованием модели Вуда D, в начале своего существования масса белого карлика WD 2359-434 была равна 0,97 ± 0,03 {\displaystyle M_{\bigodot }}, а масса его предшественника составляла 7,09 {\displaystyle M_{\bigodot }}. Используя выражение для времени жизни до белого карлика 10•(MMS/{\displaystyle M_{\bigodot }})2.5 (млрд. лет) , было найдено, что предшественник WD 2359-434 имел возраст, проведённый на основной последовательности 70 млн. лет.
По другой теории, исходя из значения массы белого карлика 0,85 ± 0,01 {\displaystyle M_{\bigodot }}, в модели Вуда D, это  даёт массу MS (предшественника на основной последовательности) 6,03 {\displaystyle M_{\bigodot }} и время жизни 110 млн. лет, что соответствует звезде главной последовательности B-типа.
В статье от 2000 годаделается вывод, что исходя из значения сегодняшней  массы 
WD 2359-434, звезда-предшественник должна иметь массу около 4,6 {\displaystyle M_{\bigodot }} и продолжительность жизни 220 млн. лет, и, опять же, это должна быть звезда главной последовательности B-типа. Есть и другие модели.

## Ближайшее окружение звезды
Следующие звёздные системы находятся на расстоянии в пределах 20 световых лет от системы WD 2359-434 (включены только: самая близкая звезда, самые яркие (<6,5m) и примечательные  звёзды). Их спектральные классы приведены на фоне цвета этих классов (эти цвета взяты из названий спектральных типов и не соответствуют наблюдаемым цветам звёзд):
| Звезда             | Спектральный класс | Расстояние, св. лет |
| Глизе 2005         | M5.5 V             | 7.28                |
| TW Южной Рыбы      | K 5e V             | 7.55                |
| Фомальгаут         | A3 V               | 8.14                |
| P Эридана          | K2 V               | 9.28                |
| Дзета Тукана       | F9 V               | 10.35               |
| Глизе 1            | M4 V               | 11.40               |
| Глизе 832          | M1 V               | 12.95               |
| Бета Южной Гидры   | G2 IV              | 14.57               |
| 82 Эридана         | G5 V               | 14.95               |
| Гамма Павлина      | F8 V               | 15.22               |
| Эпсилон Индейца    | K5e V              | 15.22               |
| Дельта Павлина     | G8 V               | 15.74               |
| AX Микроскопа      | M0e V              | 15.78               |
| YZ Кита            | M4.5 V             | 16.10               |
| Тау Кита           | G8p V              | 17.17               |
| EZ Водолея         | M5 V               | 17.25               |
| Лейтен 726-8       | M5.5e V            | 18.79               |
| Звезда ван Маанена | DZ7 wd             | 19.55               |

Рядом со звездой, на расстоянии 20 световых лет, есть ещё порядка 25 красных карликов спектрального класса K и M и 5 белых карликов, которые в список не попали. 

### Комментарии
1. ↑  Расстояние рассчитано по приведённому значению параллакса
2. ↑  Вычисляется из видимой величины параллакса: {\displaystyle \scriptstyle M_{V}=m_{V}-5\log _{10}\left({\frac {100}{\pi }}\right)}
3. ↑  Вычисляется из поверхностной гравитации и массы
4. ↑  Вычисляется из массы и поверхностной гравитации (при условии, что звезда имеет сферическую форму)